# Đồng Naistadion
Het Đồng Naistadion is een voetbalstadion in Tân Hiệp, een phường van de stad Biên Hòa, de hoofdstad van de Vietnamese provincie Đồng Nai. 
Het stadion wordt gebruikt door de voetbalclub Đồng Nai F.C.. In het stadion kunnen 20.000 toeschouwers.